# Luca Covili
Luca Covili (Pavullo nel Frignano, 10 febbraio 1997) è un ciclista su strada italiano che corre per il team VF Group-Bardiani CSF-Faizanè. Scalatore, è professionista dal 2019.

## Carriera
Gareggia nella categoria Elite/Under-23 dal 2016 al 2018, le prime due stagioni con il Team Palazzago e la terza con la Mastromarco Sensi Nibali, ma senza ottenere successi. Nel 2019 passa professionista con la maglia della Bardiani CSF; al suo primo anno tra i pro partecipa subito al Giro d'Italia, concludendolo all'84º posto.

## Piazzamenti

### Grandi Giri
- Giro d'Italia

2019: 84º
2020: fuori tempo massimo (1ª tappa)
2022: 24º
2023: non partito (18ª tappa)
2024: 18º
2025: 70º

### Classiche monumento
- Milano-Sanremo

2022: 82º
- Giro di Lombardia

2019: 101º
2020: 68º
2021: 79º
2022: 83º
2023: 55º

### Competizioni europee
- Campionati europei

Zlin 2018 - In linea Under-23: 20°